# Combre
Combre es una comuna francesa situada en el departamento de Loira, en la región de Auvernia-Ródano-Alpes.

## Demografía
| 177 | 169 | 151 | 182 | 267 | 283 | 417 |
| Para los censos de 1962 a 1999 la población legal corresponde a la población sin duplicidades (Fuente: INSEE [Consultar]) |     |     |     |     |     |     |